# Kenneth Hansen (cyclisme)
 (février 2014).
Si vous disposez d'ouvrages ou d'articles de référence ou si vous connaissez des sites web de qualité traitant du thème abordé ici, merci de compléter l'article en donnant les références utiles à sa vérifiabilité et en les liant à la section « Notes et références ».
Pour les articles homonymes, voir Kenneth Hansen.
Kenneth Hansen, né le 7 octobre 1991 à Haderslev, est un coureur cycliste danois, spécialiste  du cyclo-cross. Il était en 2012 au sein de l'équipe continentale Christina Watches - Onfone aux côtés notamment de Michael Rasmussen.

## Palmarès

### Années juniors
- 2008
  - Cyclo-cross de Aarhus
  - Cyclo-cross de Greve
  - Cyclo-cross de København
  - Cyclo-cross de Varde
  - Cyclo-cross de Jysk
  - Cyclo-cross de Kolding
  - Cyclo-cross de Haderslev
  - Cyclo-cross de Nr. Soby
- 2009
  -  Champion du Danemark de cyclo-cross juniors
  - Cyclo-cross de Fredericia

### Années Elites
- 2010
  - 3e du championnat du Danemark de cyclo-cross
- 2011
  -  Champion du Danemark de cyclo-cross
- 2012
  -  Champion du Danemark de cyclo-cross
- 2013
  -  Champion du Danemark de cyclo-cross
- 2014
  - 2e du championnat du Danemark de cyclo-cross
- 2017
  - 3e du championnat du Danemark de cyclo-cross
- 2018
  - 2e du championnat du Danemark de cyclo-cross
- 2019
  - 2e du championnat du Danemark de cyclo-cross